# IBIS
IBIS è l'acronimo di Integrated Ballistics Identification System, il sistema informatico con il quale i reparti di polizia scientifica classificano e ritrovano le prove balistiche di proiettili e bossoli.
La classificazione avviene per i proiettili attraverso le striature lasciate dalla canna della pistola sul proiettile e per i bossoli dall'impronta del percussore.